# عبد الأعلى بن حماد النرسي
أبو يحيى عبد الأعلى بن حماد بن نصر الباهلي مولى النرسي البصري. أحد رواة الحديث النبوي.
حدث عن: حماد بن سلمة، وعبد الجبار بن الورد، ووهيب بن خالد، ومالك بن أنس، وسلام بن أبي مطيع، ويزيد بن زريع، وحماد بن زيد، وعبد الوارث، وخلق. حدث عنه: البخاري ، ومسلم بن الحجاج، وأبو داود، والنسائي، وأبو حاتم، وأبو زرعة، ومحمد بن عبد بن حميد، وعبد الله بن ناجية، وبقي بن مخلد، وأحمد بن يحيى البلاذري، وأبو بكر بن أبي عاصم، وأحمد بن علي المروزي، والفضل بن أحمد بن منصور الزبيدي، وهارون بن محمد بن سعدان، ومحمد بن هارون بن المجدر، والعباس بن البرتي، وأبو يعلى الموصلي، وجعفر الفريابي، وأبو القاسم البغوي، وعدد كثير.
وثقه أبو حاتم وغيره. من مروياته: أخبرنا أحمد بن إسحاق، أخبرنا الفتح بن عبد الله، أخبرنا هبة الله بن أبي شريك، أخبرنا أبو الحسين بن النقور، حدثنا عيسى بن علي إملاء، حدثنا أبو القاسم البغوي، حدثنا عبد الأعلى بن حماد، حدثنا خالد بن عبد الله، عن سهيل، عن عبد الله بن دينار، عن أبي صالح، عن أبي هريرة قال: قال رسول الله صلى الله عليه وسلم: الإسلام بضع وستون، أو قال وسبعون بابا أفضلها لا إله إلا الله، وأدناها إماطة الأذى عن الطريق، والحياء شعبة من الإيمان.

## وفاته
مات ابن حماد في شهر جمادى الآخرة سنة 237 هـ.